# Achlaenella adolphifrederici
Achlaenella adolphifrederici är en bönsyrseart som beskrevs av Rehn 1914. Achlaenella adolphifrederici ingår i släktet Achlaenella och familjen Mantidae. Inga underarter finns listade i Catalogue of Life.